# Rhizophysidae
Rhizophysidae é uma família de cnidários pertencente à classe Hydrozoa, ordem Siphonophora, subordem Cystonectae. Apesar da semelhança, elas não são medusas, mas sim colonias de pequenos pólipos e medusas flutuantes, alguns tem veneno.